# Cycero
Cycero – jednostka długości używana w poligrafii. 1 cycero = 12 punktów typograficznych = 1/4 kwadratu = 4,511278... mm
1 cycero = 12/2660 m ≈ 4,51 mm 
Uwaga: powyższe przeliczenie dotyczy systemu Didota, tradycyjnie w Polsce stosowanego systemu oznaczania wielkości punktu typograficznego. Systemy Pica i PostScript przyjmują inne przeliczenia punktu typograficznego (i cycero) na milimetry (zob. art. punkt typograficzny).